# Битва при Кэрэне
Битва при Кэрэне (англ. Battle of Keren) — решающее сражение Восточноафриканской кампании во время Второй мировой войны, проходившее с 5 февраля по 1 апреля 1941 года на территории Эритреи.

## Перед сражением
Город Кэрэн занимал стратегически важное положение в Итальянской Эритрее, прикрывая с севера как её столицу Асмэру, так и порт Массауа.
В январе 1941 года британские войска начали наступление на Эритрею с территории Судана, и 1 февраля взяли Акордат, а мобильные силы под командованием полковника Фрэнка Мессерви перешли к преследованию итальянских войск, отступивших от Акордата к Кэрэну. Кэрэн не имел оборонительных сооружений, но был окружён гранитными скалами, и дорога Акордат — Кэрэн проходила по узкому ущелью меж высоких гор. Командовавший итальянской 2-й дивизией колониальных войск генерал-лейтенант Николанджело Карнимео воспользовался условиями местности на подступах к Кэрэну для организации обороны.

## Ход сражения

Схема местности, на которой шло сражение

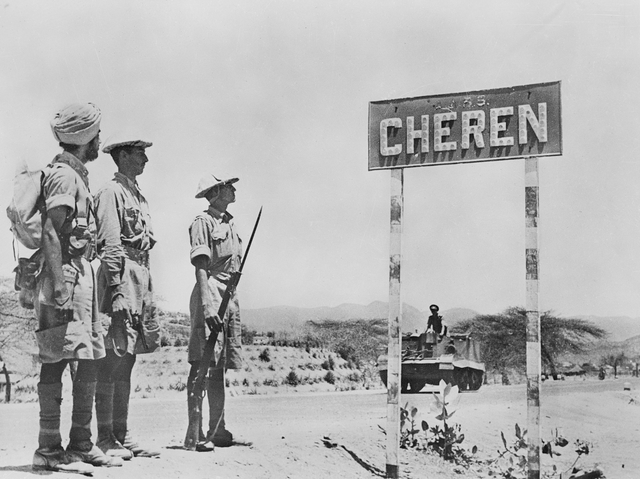
Британские солдаты в Кэрэне

### Бои 5—8 февраля
Преследовавшие итальянцев британские войска 1 февраля были вынуждены остановиться у реки Барка, где подразделение полковника Орландо Лорендзини взорвало единственный мост. К полудню 2 февраля британцы сумели преодолеть реку, и продолжили путь по долине Ашидера, но в ущелье Донголаас дорога оказалась перекрыта итальянцами, взорвавшими скальные стены в узком месте. Подошедшая на следующий день 11-я пехотная бригада 4-й индийской дивизии попыталась обойти ущелье через горы, но оказалось, что итальянцы заняли оборону на горном хребте, ставшим местом боя на следующие десять дней. 6 февраля к британцам подошла 5-я пехотная бригада, но и она не смогла прорваться через итальянский фронт, и 8 февраля британцы были вынуждены отойти на исходные позиции.

### Бои 10—13 февраля
10 февраля индийские части начали новое наступление севернее ущелья, и 11 февраля два взвода даже сумели захватить ключевую высоту, но не сумели выдержать сильного артиллерийского и миномётного огня, и были сброшены итальянской контратакой. 12 февраля от Барэнту подошла 29-я индийская пехотная бригада, но и она не смогла переломить ситуации.

### Бои 15—27 марта
Командовавший британскими войсками Уильям Плетт решил взять паузу и получше подготовиться к следующей атаке. 5-я индийская дивизия была отведена к железнодорожной станции Кассала, где занялась тренировкой и получила снабжение. Тем временем вдоль побережья Красного моря в Эритрею вторглись два батальона 4-й индийской пехотной дивизии и два батальона сил Свободной Франции, создав угрозу Кэрэну с севера.
По британскому плану 4-я индийская пехотная дивизия должна была атаковать хребет севернее ущелья, в то время как 5-я индийская пехотная дивизия захватить находившуюся южнее ущелья возвышенность Форт-Дологородок, господствовавшую над линией фронта. Наступление началось 15 марта, но в течение дня итальянцы успешно защищались, и лишь ночная атака недавно произведённого в бригадиры Мессерви позволила британцам захватить Форт-Дологородок. Несмотря на то, что атаки на северном участке фронта не увенчались успехом, Форт-Дологородок удерживался британцами следующие десять дней под непрерывными итальянскими контратаками с трёх сторон.
Потерпев неудачу в прорыве через хребет на северном участке фронта, британцы решили, что проще будет попытаться устранить итальянское заграждение на дороге. Разведка показала, что для этого надо будет захватить две небольшие вершины, господствовавшими над подходами к препятствию, и обеспечить сапёрам 48 часов без миномётно-пулемётного обстрела со стороны противника.
24 марта, под прикрытием отвлекающей атаки на северный хребет, британские части перешли в наступление с Форт-Дологородок и захватили южную сторону ущелья, через которое проходила дорога на Кэрэн. В ночь на 25 марта под прикрытием артиллерийской бомбардировки итальянских позиций на горном хребте другие британские части атаковали сквозь тоннель и полностью захватили ключевое ущелье, лишив итальянцев возможности обстреливать его прямой наводкой. Сапёры приступили к работе, и к середине дня 26 марта расчистили дорогу.
Рано утром 27 марта британская артиллерия начала обстрел гор Зебан и Фалестох, но когда 29-я бригада перешла в атаку, то оказалось, что тамошние позиции уже оставлены защитниками; авиация сообщила, что итальянские войска отступили оттуда к Асмэре. Защитники северного хребта оказались отрезанными от основных сил и были вынуждены капитулировать.

## Результаты

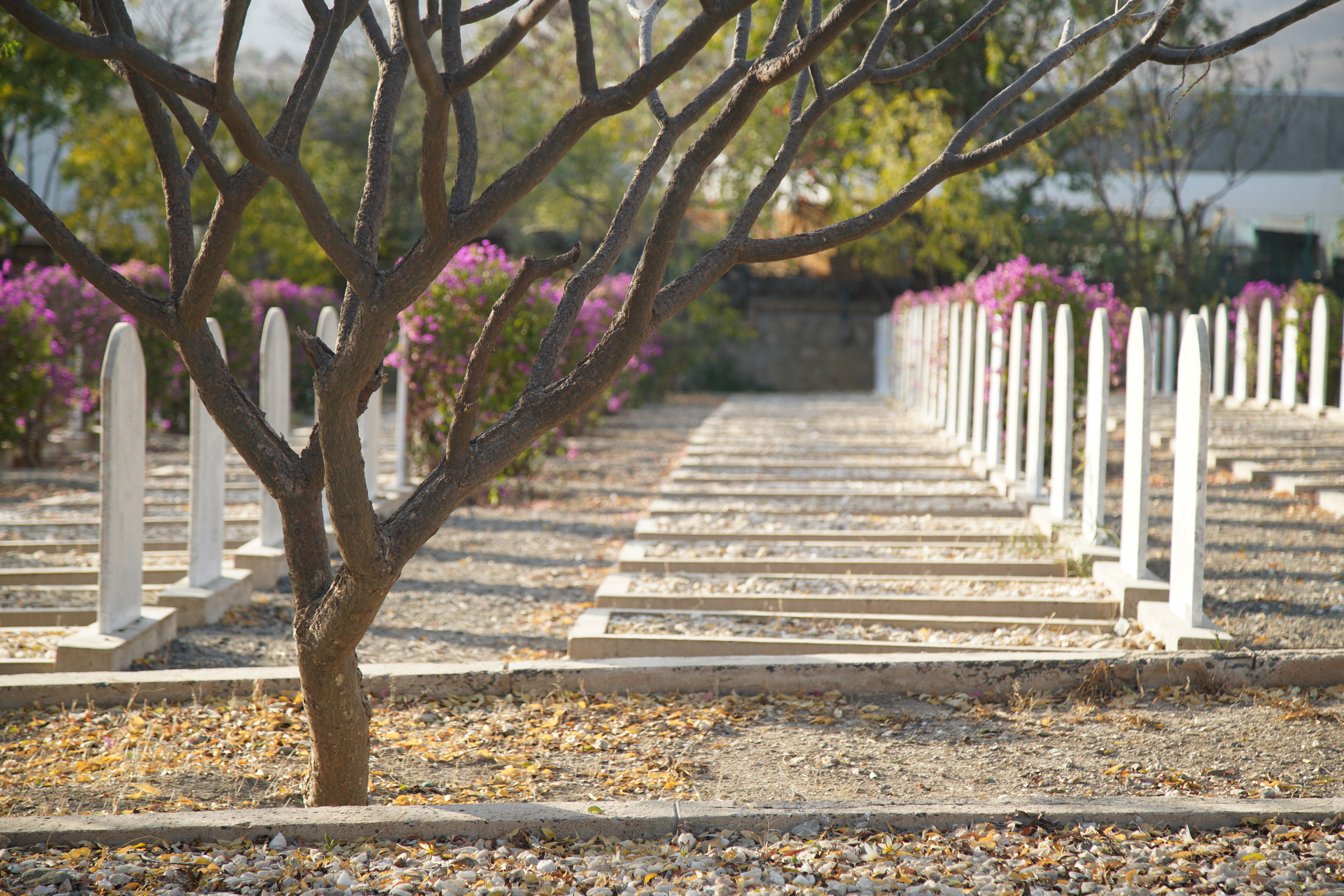
Итальянское военное кладбище в Кэрэне

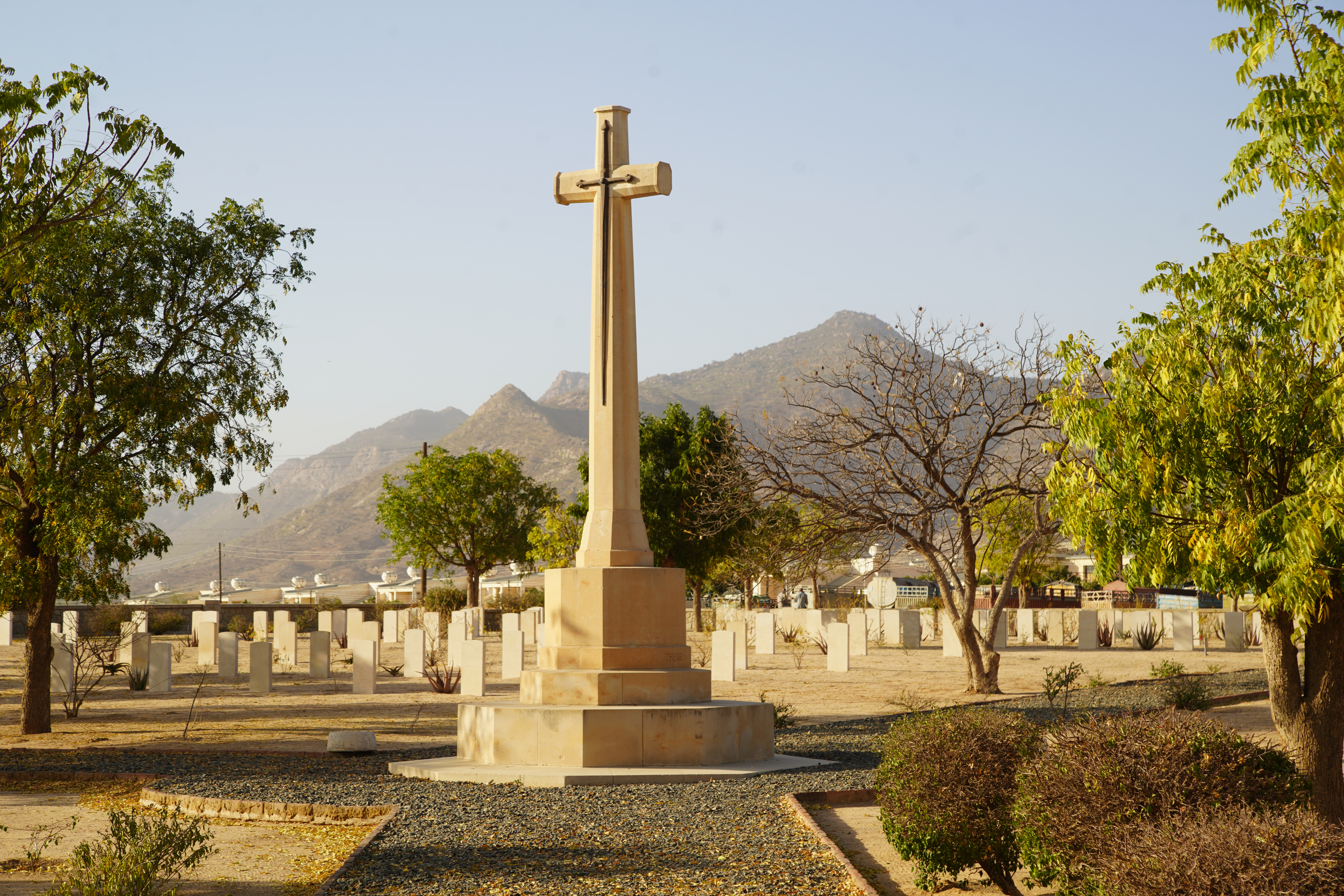
Британское военное кладбище в Кэрэне

Уцелевшие итальянские части отступили, но позиции для обороны там были менее удобными, чем под Кэрэном, и 1 апреля 1941 года они также капитулировали. Это дало возможность британским частям занять Асмэру и Массауа.
Итальянские части, в течение двух месяцев сдерживавшие наступление англичан в Кэрэне, отошли к Ади Текелезану. 1 апреля англичане достигли Асмэры и оттуда двинулись на Массауа. Командующий итальянцами адмирал Бонетти отклонил просьбу британцев сложить оружие и сдать итальянские военные корабли. Пять итальянских эсминцев, дислоцированных в Массауа, 2 апреля начали атаку на Порт-Судан, но были замечены британскими самолетами-разведчиками. Британские торпедоносцы потопили четыре эсминца, пятый был сильно поврежден, а затем затонул сам. Эскадра подводных лодок обогнула мыс Доброй Надежды и присоединилась к итальянским подводным силам, действующим в Атлантике.
Тем временем две индийские бригады и бригада «Свободной Франции» продолжали продвигаться к Массауа. 8 апреля они захватили этот порт при поддержке английской авиации. Итальянская Восточная Африка была завоевана, и исчезла опасность для британских коммуникаций с Индией и Тихим океаном.